# Książęce Hrabstwo Gorycji i Gradyski
Książęce (Uksiążęcone) Hrabstwo Gorycji i Gradyski (niem. Gefürstete Grafschaft Görz und Gradiska) – księstwo Świętego Cesarstwa Rzymskiego od 1754, następnie prowincja i kraj koronny Cesarstwa Austriackiego. W latach 1815–1849 wchodził w skład austriackiego Królestwa Ilyrii. Łącznie wraz z Triestem, Istrią był zaliczany w jeden kraj koronny zwany Pobrzeżem Austriackim. Siedzibą Namiestnika był Triest.

## Historia
Powstało w 1754 roku z połączenia dwóch książęcych hrabstw Monarchii habsburskiej: Gorycji i Gradyski. W latach 1809–1815 Gorycja i Gradyska należały do francuskich Prowincji Iliryjskich. Zostały ostatecznie przydzielone Austrii na mocy decyzji kongresu wiedeńskiego w 1815. Zostały wówczas włączone do austriackiego Królestwa Ilirii. Od 1849 po likwidacji królestwa, Gorycja i Gradyska stały się częścią Pobrzeża austriackiego. W 1860 powstał kraj koronny – Książęce Hrabstwo Gorycji i Gradyski. Istniał on do końca monarchii austro-węgierskiej w 1918.

## Kraj koronny
Powierzchnia kraju wynosiła 2918 km kw., ludność w 1900 – 252 338, w 1910 – 261 721 osób. Stolicą kraju była Gorycja (Görz), kraj dzielił się na 6 powiatów: Gorycja-Miasto, Gorycja, Gradyska, Monfalcone, Sežana, Tolmin.

### Skład narodowościowy (w 1910)
- Słoweńcy 60%
- Włosi 38%
- Niemcy austriaccy 2%